# Empowerment

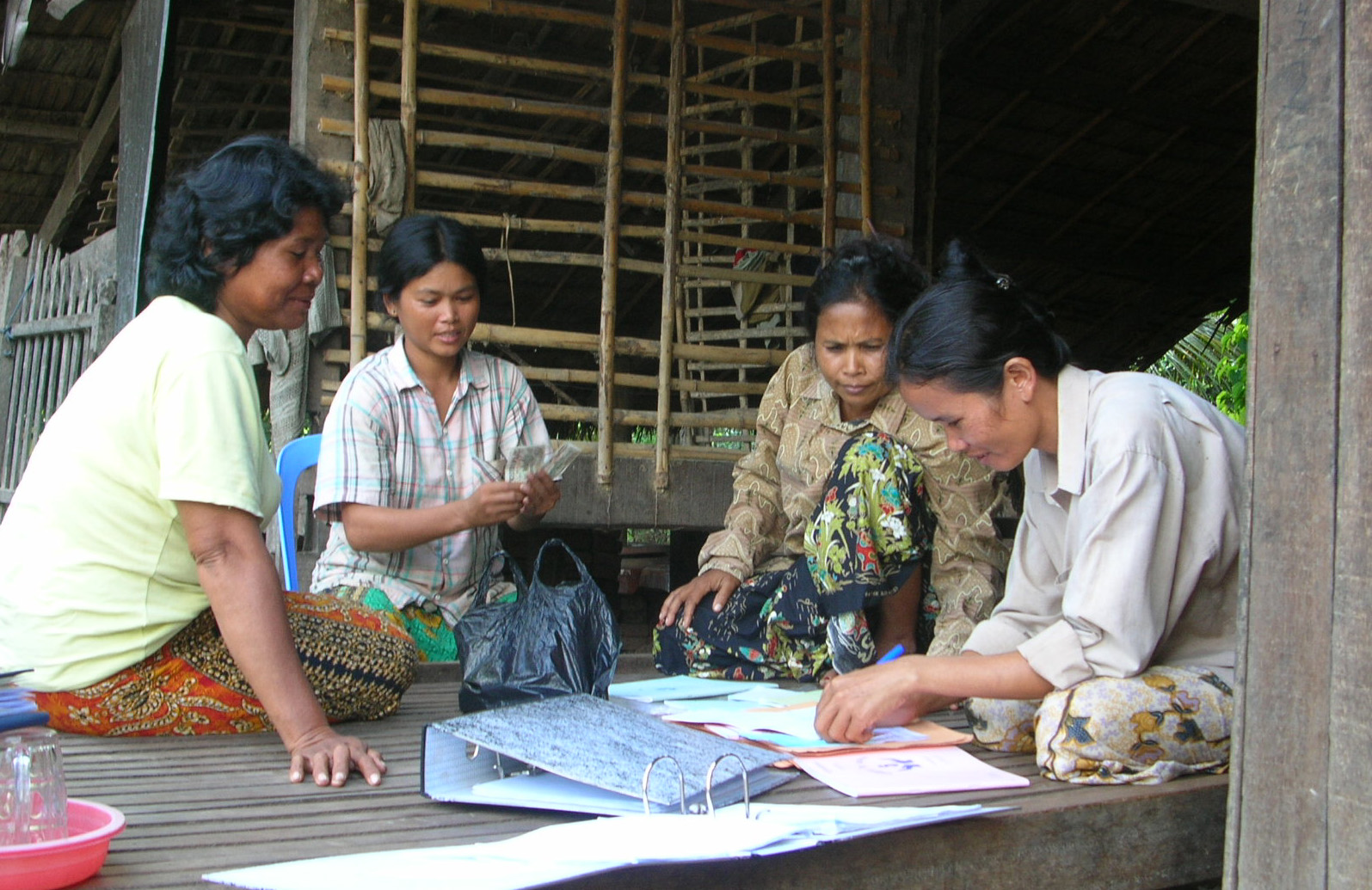
La microfinance constitue une forme dempowerment financier dans les pays en développement. Ici, une banque d'épargne communautaire à Battambang, au Cambodge.

L'empowerment (prononcé en anglais : [ɪmˈpaʊərmənt]), ou autonomisation,,,, ou encore empouvoirement ou empouvoirment (calques non recommandés), est une volonté de renforcer les possibilités entrepreneuriales d'un groupe d'individus pour leur permettre de réagir efficacement face aux conditions sociales, économiques, politiques ou écologiques auxquelles ils sont confrontés.
Cette notion trouve une application en management des entreprises et des organisations où elle est mise en œuvre afin d'obtenir une participation des salariés à la recherche d'efficacité générale des processus opérationnels. Sous une forme collective,  l'empowerment est recherché dans des structures comme les équipes semi-autonomes de production ou les cercles de qualité. Sous une forme individuelle, la direction d'une entreprise va chercher à obtenir un empowerment par la délégation de pouvoir ou la décentralisation souvent concrétisées par la mise en place d'une direction par objectif (DPO).

## Termes français
Différents termes ou expressions sont employés pour remplacer l'emprunt empowerment, en particulier « autonomisation », qui est recommandé par l'Office québécois de la langue française (OQLF) depuis 1998 et par la Commission d’enrichissement de la langue française en France depuis 2005. Les calques « empouvoirement » et « empouvoirment » forgés à partir de l’anglais sont déconseillés par l’OQLF. 
On trouve aussi le néologisme « agentivation », inspiré du terme « agentivité » rencontré dans les écrits de Judith Butler.
Les difficultés d'emploi des termes proviennent d'une part de leur malformations grammaticales évidentes, d'autre part de la nébuleuse notionnelle auxquelles elles sont attachées.

## Autonomisation communautaire
Des modèles économiques permettent à certaines communautés d'acquérir une plus grande autonomie économique : le système de tontine, la micro-finance[réf. nécessaire]
Cette autonomisation communautaire est également permise par les activités de certaines associations : Each One Teach One, en Allemagne, par exemple.

## Accueil en France
Malgré son introduction au Québec dans les années 1960, l’empowerment est resté très longtemps une notion peu employée et traduite en France, marquant une certaine résistance culturelle à son usage. Marie-Hélène Bacqué (pour qui il s'agit d'un processus par lequel un individu ou un groupe acquiert les moyens de renforcer sa capacité d'action, de s'émanciper) et Carole Biewener notent dans leur ouvrage infra consacré au concept que la notion d'empowerment apparait au cours des années 2000 en France comme « modèle-type de démocratie participative », une « démarche collective d'intervention sociale » mais aussi comme « nouvelle expression de la doxa néolibérale ».
Le terme dans le monde anglo-saxon se répand fin des années 1970, puis international vers 2000 et est traduit alors par « autonomisation » en français.
Pour Bernard Jouve, (2006), l’empowerment, pour être opérationnel, nécessite la constitution de communautés qui agrègent des acteurs sociaux confrontés à une même problématique.

## Périnatalité
Le terme désigne, en périnatalité, le fait pour une femme enceinte ou un couple de se prendre en charge plutôt que de laisser le personnel de santé prendre seul les décisions concernant la naissance à venir. Il s'agit d'encourager, de remettre en avant plan la capacité du corps de la femme à accoucher et non pas de « se faire accoucher ».

## Santé mentale

### Définition
Selon Tim Greacen, directeur du laboratoire de recherche à l'hôpital psychiatrique Maison Blanche et coordinateur de l'ouvrage Pour des usagers de la psychiatrie acteurs de leur propre vie, publié en 2012, l'autonomisation implique un changement de paradigme dans lequel l'usager est impliqué « au sein d'une collectivité dans laquelle il est citoyen à part entière. Les services de santé mentale doivent être configurés de manière à soutenir son autonomie plutôt que de perpétuer son rôle traditionnel de patient ».

### Études
Certaines études examinent les relations entre les concepts d'autonomisation et de santé mentale à travers les observations de consommateurs-survivants de la psychiatrie participant à des programmes communautaires en santé mentale. Des entretiens de groupe ont servi de base de données. La santé mentale a été définie comme le développement du choix, du contrôle et de l'intégration communautaire (voir Psychiatrie communautaire) et l'acquisition de ressources précieuses, et la recherche a identifié des indicateurs de chacune de ces qualités. Des processus d'autonomisation ont été trouvés à divers niveaux de l'analyse, qui facilitent le rétablissement en santé mentale, ainsi que des processus de désautonomisation (disempowerment) entravant la santé mentale.

## Empoderamientobolivien
Une étude réalisée en Bolivie s’intéresse à l’empoderamiento (autonomisation) des femmes au sein des associations d’économie solidaire. Selon cette étude, l’empoderamiento permet des changements identitaires qui dépendent des personnes mais aussi de l’évolution des valeurs de la société. La transition quant aux rôles des femmes et des hommes au sein de la famille et de la société implique de trouver de nouveaux repères : "c’est une question d’identité féminine et masculine".[source insuffisante]